# علويق
علويق هي قرية في مقاطعة ورزقان، إيران. عدد سكان هذه القرية هو 1,125 في سنة 2006.